# 京都市立伏見工業高等学校
京都市立伏見工業高等学校（きょうとしりつふしみこうぎょうこうとうがっこう、英語: Kyoto Municipal Fushimi Technical High School）は、京都府京都市伏見区深草鈴塚町に所在した京都市立の工業高等学校。

## 概要

### 略歴
1920年、京都市立工業学校の分教場として創立された。1925年、京都市立第二工業学校として独立の学校となった後、学制改革や学校再編によって幾度かの校名変更を経て、1963年から現校名となる。
全日制課程が2016年4月、京都市立工業学校を前身とする京都市立洛陽工業高等学校と統合され、京都市立京都工学院高等学校となったため、全日制課程の統合が完了した2018年度以降、夜間定時制課程単独校となった（従来のままの校名・校地で存続）。
残った定時制課程も2021年4月、京都市立西京高等学校の定時制課程と統合し、京都市立京都奏和高等学校として伏見工業高等学校の校地に開校した。そして2024年3月31日、伏見工業高等学校としての歴史に幕を下ろした。

### 年表
主な出典：
- 1920年（大正09年）4月 - 京都市立工業学校（京都市立洛陽工業高等学校の前身校）の分教場として上京区五辻通浄福寺西入（元京都市立第二商業学校跡）に創設。
- 1925年（大正14年）3月23日 - 京都市立第二工業学校として分離独立（分教場は廃止され、京都市立工業学校は京都市立第一工業学校と改称）。所在地は東山通五条坂上ル（元陶磁器講習所跡）。
- 1936年（昭和11年）3月 - 京都市伏見区深草鈴塚町15番地の3に移転。
- 1944年（昭和19年） - 京都市立第二工業学校の夜間部として京都市伏見区深草鈴塚町15番地の3に京都市立深草工業学校を創設（定時制の発祥）。
- 1948年（昭和23年）
  - 4月 - 学制改革により京都市立第二工業学校が京都市立伏見工業高等学校となり、京都市立深草工業学校が京都市立深草工業高等学校（夜学）となる。
  - 10月15日 - 第二次整理統合により総合制高等学校[注釈 3] となり、京都市立伏見工業高等学校が京都市立伏見高等学校となり、京都市立深草工業高等学校が京都市立伏見高等学校定時制となる。定時制は、校歌・校章とも京都市立伏見高等学校のものを用いる。
- 1963年（昭和38年）4月 - 再び、京都市立伏見工業高等学校となる（普通科生徒は京都市立塔南高等学校へ転籍）。
- 1990年（平成02年）4月 - 全日制を7学科（金属工芸科・精密機械科・建築科・土木科・インテリア科・工業デザイン科・窯業科）から5学科（機械科・建築科・建設工学科・産業デザイン科・セラミック科）に改編。
- 1998年（平成10年）4月 - 全日制のセラミック科を廃止して総合技術科を新設（機械科・建築科・建設工学科・産業デザイン科・総合技術科の5学科となる）。定時制の土木科と建築科を都市建設科に統合（機械科・都市建設科の2学科となる）。
- 2007年（平成19年）4月 - 全日制を5学科（機械科・建築科・建設工学科・産業デザイン科・総合技術科）から1学科（システム工学科[注釈 4]）に改編。昼間定時制システム工学科キャリア実践コースを新設。定時制夜間部を単位制として、2学科（機械科・都市建設科）から1学科（工業技術科〈機械コース・土木コース・建築コース・電気コース〉）に改編。
- 2011年（平成23年）6月 - 「京都市立工業高校将来構想委員会」が設置され、伏見工業高等学校と洛陽工業高等学校の「将来構想」について諮問[5]。
- 2013年（平成25年）4月 - 「京都市立工業高校の再編に関する基本方針」が策定され、洛陽工業高等学校との統合が確定[6]。
- 2015年（平成27年）4月 - 2015年度より昼間定時制（システム工学科）の募集停止。洛陽工業高等学校との統合校の名称が「京都市立京都工学院高等学校」に決定[7]。
- 2016年（平成28年）4月 - 2016年度より全日制（システム工学科）の生徒募集を停止。
- 2017年（平成29年）3月 - 全日制が京都工学院高等学校の校地に移転。移転に伴い、2017年度より定時制課程が校舎を単独使用となる。
- 2018年（平成30年）3月 - 伏見工業高等学校全日制として最後の卒業式が行われる（3月1日 伏見工業高校呉竹館で挙行[8]）。2017年度末で京都市立伏見工業高等学校（全日制）が閉制。閉制に伴い、2018年度より定時制単独の高等学校となる[注釈 1]。
- 2020年（令和02年）8月 - 2021年度入学となる生徒募集の停止。
- 2021年（令和03年）4月 - 伏見工業高等学校の校地に、京都市立西京高等学校定時制との統合のための新設校である京都市立京都奏和高等学校[9]が開校し、同じ校舎で教育活動を始める。
- 2024年（令和06年）3月 - 2023年度末で閉校[1]。

## アクセス
京阪電気鉄道京阪本線伏見稲荷駅より徒歩約6分

## 部活動

### 運動部
- ソフトテニス部
- バスケットボール部
- 陸上部
- 剣道部
- 山岳部

死亡事故
2011年9月10日、午前9時より同校グラウンドにて旧ラグビー部の練習をしていた3年生男子部員（当時18歳）が走り込みをしていた正午頃に突然倒れ、痙攣などを起こした。病院に搬送されたが、約3時間後に死亡。

### 文化部
- コンピューター部
- 建築文化部
- 測量部
- 軽音楽部
- 深草倶楽部

### 統合前の主要な成績
- TBS系ドラマ「スクール☆ウォーズ」のモデルとなったラグビー部は全国屈指の強豪校。今まで獲得した全国タイトルは、計5回（花園4回・選抜1回）である。
- サッカー部は第81回全国選手権に出場した。
- 野球部は1953年、第25回選抜高等学校野球大会に初出場、ベスト4を記録した。

## 統合
京都市立高等学校の再編に伴い、昼間定時制課程が廃止され、全日制課程が京都市立洛陽工業高等学校と統合され、京都市立京都工学院高等学校が開校した。
- 2015年度 - 昼間定時制の生徒募集停止。
- 2016年度 - 全日制の生徒募集停止（京都工学院高等学校が開校）。
- 2017年度 - 全日制が京都工学院高等学校の校地に移転。伏見工業高等学校全日制と洛陽工業高等学校の最後の在校生である3年生が京都工学院高等学校の校地に通学するようになった。
- 2018年度 - 従来の校地に夜間定時制のみの学校として存続。

## 著名な出身者

### スポーツ
- 山本清悟（元ラグビー選手、元高校日本代表）
- 平尾誠二（元ラグビー選手、元日本代表、元神戸製鋼）
- 大八木淳史（元ラグビー選手、元日本代表、元神戸製鋼）
- 細川隆弘（元ラグビー選手、元日本代表、元神戸製鋼）
- 今村友基（元ラグビー選手、元キヤノンイーグルス）
- 三宅敬（元ラグビー選手、元日本代表、元パナソニック ワイルドナイツ）
- 北川俊澄（ラグビー選手、日本代表、日野レッドドルフィンズ）
- 馬場美喜男（元ラグビー選手、トヨタ自動車ヴェルブリッツ）
- 辻井将孝（元ラグビー選手、神戸製鋼コベルコスティーラーズ）
- 政田孝之（元ラグビー選手、Honda HEAT）
- 櫻谷勉（ラグビー選手、NECグリーンロケッツ）
- 田中史朗（ラグビー選手、日本代表、キヤノンイーグルス）
- 清水佑（ラグビー選手、神戸製鋼コベルコスティーラーズ）
- 辻井宏介（ラグビー選手、NTTドコモレッドハリケーンズ）
- 村下雅章（ラグビー選手、近鉄ライナーズ）
- 文字隆也（ラグビー選手、元トヨタ自動車ヴェルブリッツ）
- 安岡貴之（ラグビー選手、豊田自動織機シャトルズ）
- 井口剛志（ラグビー選手、三菱重工相模原ダイナボアーズ）
- 小山田岳（ラグビー選手、豊田自動織機シャトルズ）
- 辻井健太（ラグビー選手、リコーブラックラムズ）
- 長谷川元氣（ラグビー選手、リコーブラックラムズ）
- 南橋直哉（ラグビー選手、キヤノンイーグルス）
- 南藤辰馬（ラグビー選手、近鉄ライナーズ）
- 芦谷勇帆（ラグビー選手、7人制日本代表、キヤノンイーグルス）
- 内田啓介（ラグビー選手、日本代表、パナソニック ワイルドナイツ）
- 小林正旗（ラグビー選手、NTTドコモレッドハリケーンズ）
- 木上鴻佑（ラグビー選手、リコーブラックラムズ）
- 嶋田直人（ラグビー選手、キヤノンイーグルス）
- 半井優太（ラグビー選手、Honda HEAT）
- 西村颯平（ラグビー選手、ヤマハ発動機ジュビロ）
- 金田瑛司（ラグビー選手、パナソニック ワイルドナイツ）
- 井村兼人（ラグビー選手、NECグリーンロケッツ）
- 江口晃平（ラグビー選手、ヤマハ発動機ジュビロ）
- 寺田桂太（ラグビー選手、宗像サニックスブルース）
- 松田力也（ラグビー選手、日本代表、パナソニック ワイルドナイツ）
- 尾崎晟也（ラグビー選手、日本代表、サントリーサンゴリアス）
- 藤浪輝人（ラグビー選手、Honda HEAT）
- 小畑健太郎（ラグビー選手、神戸製鋼コベルコスティーラーズ）
- 宮崎達也（ラグビー選手、宗像サニックスブルース）
- 尾崎泰雅（ラグビー選手、サントリーサンゴリアス）
- 中村友哉（ラグビー選手、花園近鉄ライナーズ）
- 木村朋也（ラグビー選手、花園近鉄ライナーズ）
- 奥村翔（ラグビー選手、静岡ブルーレヴズ）
- ジョーンズリチャード剛（ラグビー選手、静岡ブルーレヴズ）
- 小川寛大（ラグビー選手、横浜キヤノンイーグルス）
- 岡嶋博治（元プロ野球選手）
- 中津良太（プロレスラー、プロレスリングBASARA）
- 倉橋優樹（プロジェットスキー選手、世界最高峰IJSBAワールドチャンピオン）

### その他
- 岸部一徳（俳優）
- 関本郁夫（映画監督） - 母校・伏見工業高校をモデルとした映画『スクールウォーズ・HERO』の監督。
- 出江寛（建築家）
- 山口務（官僚、元九州通商産業局長 / 旧伏見高等学校卒）
- 高崎利明（教員、元ラグビー選手） - 2020年度より校長[12][13]。かつ後身校の京都工学院高校ラグビー部GM、および統合校の京都奏和高校開設準備室長も兼務。伏見工業高校ラグビー部全国初制覇時のメンバーであり、山口良治の後任の伏見工業高校ラグビー部監督も務めた。
- 薬師寺利弥（教員、元ラグビー選手）全国2回目（72回大会）優勝メンバーであり、現光泉高校ラグビー部監督。
- 平岡義久（番台、元ラグビー選手）名倉湯オーナー。